# لشکر صد و بیست و یکم پیاده‌نظام (ورماخت)
لشکر ۱۲۱ام پیاده‌نظام (آلمانی: 121. Infanterie-Division) از لشکرهای وابسته به آلمان نازی در جنگ جهانی دوم و بخشی از سپاهیان ارتش XXVIII بود.

## فرماندهان
- کورت یان (۵ اکتبر ۱۹۴۰ - ۶ می ۱۹۴۱)
- اوتو لانسله (۶ می - ۸ ژوئیه ۱۹۴۱)
- مارتین واندل (۸ ژوئیه ۱۹۴۱ - ۱۱ نوامبر ۱۹۴۲)
- هلموت پریس (۱۱ نوامبر ۱۹۴۲ - مارس ۱۹۴۴)
- ارنست پاور فون آرلاو (مارس - ۱ ژوئن ۱۹۴۴)
- رودلف باملر (۱-۲۷ ژوئن ۱۹۴۴)
- هلموت پریس (۲۷ ژوئن - ۱۰ ژوئیه ۱۹۴۴)
- تئودور بوسه (۱۰ ژوئیه - ۱ اوت ۱۹۴۴)
- ورنر رانک (۱ اوت ۱۹۴۴ - ۳۰ آوریل ۱۹۴۵)
- اوتومار هانسن (۳۰ آوریل - ۸ می ۱۹۴۵)